# أيغوبيل (شوكولاتة)
أيغوبيل (Aiguebelle) هي شركة مغربية للشوكولاتة والحلويات، معروفة بإنتاج مجموعة من منتجات الشوكولاتة للأسواق المحلية والدولية.
تأسست العلامة التجارية في فرنسا عام 1868 على يد رهبان الترابيست، وتم تقديمها إلى المغرب عام 1929 وأصبحت فيما بعد جزءًا من مجموعة Omnipar.

## التاريخ
تعود جذور أيغوبيل إلى دير الترابيست في أيغوبيل في جنوب شرق فرنسا، حيث بدأ الرهبان في إنتاج الشوكولاتة كوسيلة للاكتفاء الذاتي. في عام 1929، تم جلب العلامة التجارية إلى المغرب من قبل المستعمرين الفرنسيين، حيث اكتسبت شعبية بسرعة.
بعد استقلال المغرب، واصلت الشركة نموها، وفي نهاية المطاف استحوذت عليها مجموعة أومنيبار المغربية. قامت بتحديث عملياتها وتوسيع خطوط منتجاتها، مع الحفاظ على هويتها كعلامة تجارية تراثية للشوكولاتة مع الابتكار في الإنتاج والتعبئة والتغليف.

## أنظر أيضًا
- مطبخ مغربي

## روابط خارجية
- الموقع الرسمي
- الموقع أومنيبار